# Mas les Roquetes
les Roquetes és una casa als afores de Perafita (Lluçanès) inclosa a l'Inventari del Patrimoni Arquitectònic de Catalunya. Edifici de planta rectangular i teulat a doble vessant que malgrat ha estat restaurada conserva encara els materials i l'estructura de la casa original. Els murs són fets de pedres irregulars i carreus ben tallats a les llindes, muntants i ampits, i a cada una de les cantonades que formen els murs. L'edifici és fruit de diverses fases constructives com mostren les diferents dates gravades a les llindes de la porta (1781) i de la finestra lateral (1708).